# Элгар, Эдуард, 1-й баронет
Сэр Э́дуард Уи́льям Э́лгар, 1-й баронет (англ. Sir Edward William Elgar, 1st Baronet; 2 июня 1857, Лоуэр-Бродхит, Вустершир, Великобритания — 23 февраля 1934, Вустер, Вустершир, Великобритания) — британский композитор романтического направления.
Некоторые из его крупных оркестровых работ, в том числе «Энигма-вариации» (англ. "Enigma" Variations) и «Торжественные и церемониальные марши» (англ. Pomp and Circumstance Marches), получили широкое признание. Он также является автором ораторий, симфоний, камерной музыки, инструментальных концертов и песен. В 1924 году он был назначен Мастером королевской музыки.

## Биография

### Детство и юность
Эдуард Элгар родился в семье Уильяма Элгара, настройщика фортепиано и продавца музыкальных товаров, и его жены Энн (урожд. Грининг (англ. Greening)). Элгар был четвёртым из семерых детей. Его братьями и сёстрами были Генри Джон (Гарри) (1848 г. р.), Люси Энн (Лу) (1852), Сюзанна Мэри (Полли) (1854), Фредерик Джозеф (Джо) (1859), Фрэнсис Томас (Фрэнк) (1861) и Хелен Эгнес (Дотт или Дот) (1864). Незадолго до рождения Эдуарда его мать приняла католическую веру, поэтому Эдуард был крещён и воспитывался как католик.
Элгар вставал рано и нередко садился за чтение Вольтера, исторической классики Дрейтона, Лонгфелло и других произведений, которые рекомендовала ему мать. Элгар часто слушал, как отец играл на органе в церкви Св. Георга (англ.  St. George's church), и вскоре пошёл по стопам отца. В восемь лет он начал брать уроки игры на фортепиано и скрипке. Основной интерес для него представляла скрипка, и свою первую музыку он написал именно для этого инструмента.
Проведя детство в магазинчике отца на главной улице Вустершира в окружении партитур, музыкальных инструментов и учебников по музыке, юный Элгар самостоятельно изучил музыкальную теорию. В тёплые летние дни он стал забирать с собой рукописи за город, для изучения (ещё с пяти лет он пристрастился к езде на велосипеде). Таким образом для него было положено начало прочной взаимосвязи между музыкой и природой. Позднее он скажет: «Музыка, она в воздухе, музыка вокруг нас, мир переполнен ей, и можно просто брать столько, сколько потребуется.»
В 15 лет Элгар надеялся уехать в Лейпциг (Германия), чтобы заняться изучением музыки, но не имея средств, бросил школу и стал работать на местного солиситора. Примерно к этому времени относится его первое появление на публике в качестве скрипача и органиста. Через несколько месяцев, он ушёл от солиситора и занялся карьерой музыканта, давая уроки игры на фортепиано и скрипке, а также время от времени работая в магазинчике отца. Элгар и его отец были активными членами Вустерского мужского хора Гли-клаб. Он аккомпанировал певцам, играл на скрипке, сочинял музыку, делал аранжировки и даже впервые выступил в качестве дирижёра. В возрасте 22 лет он принял должность капельмейстера в Вустерской психиатрической больнице для бедных в Павике, в трёх милях к юго-западу от Вустера, прогрессивном учреждении, где верили в целебную силу музыки. Здесь он тоже сочинял музыку; в 1896 году некоторые из произведений, написанные для оркестра лечебницы (главным образом танцы), были обнаружены и исполнены там же.
Во многом, годы, проведённые в качестве скрипача в Вустершире, были для него самыми счастливыми. Он играл первую скрипку на Вустерском и Бирмингемском фестивалях, бесценным опытом стало исполнение 6-й симфонии, а также «Stabat Mater» под управлением их автора, Антонина Дворжака. Как участник квинтета духовых инструментов, а также по заказу своих друзей-музыкантов, он сделал множество аранжировок произведений Моцарта, Бетховена, Гайдна, других мастеров. Это помогло ему отточить навыки композиции и аранжировки, которые он применил в своих ранних сочинениях. Несмотря на свою замкнутую натуру, в музыкальных кругах Вустера Элгар по-настоящему преуспевал.
В своих первых поездках за границу в 1880—1882 годах Элгар побывал в Париже и Лейпциге, присутствовал на концертах первоклассных оркестров, впервые услышал музыку Рихарда Вагнера. Возвращение в провинциальную обстановку обострило его желание получить более широкое признание. Он часто ездил в Лондон, пытаясь опубликовать свои работы, но в этот период жизни он нередко был подавлен и сильно нуждался в деньгах. В апреле 1884, в письме другу он писал, «Мои перспективы безнадежны как никогда … думаю, дело не в недостатке энергии, поэтому иногда я прихожу к заключению, что мне не хватает способностей…У меня нет денег — ни цента.»

### Зрелые годы

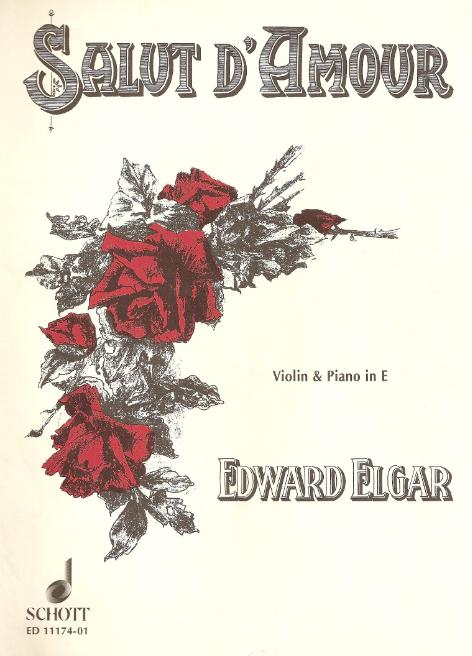
«Любовное приветствие» Элгара

В возрасте 29 лет, благодаря своей преподавательской деятельности, он познакомился с Эллис (Кэролайн) Робертс, дочерью покойного генерал-майора Сэра Генри Робертса и публикующейся писательницей. Она была старше Элгара на восемь лет. Через три года Эллис Робертс стала его женой, вопреки желанию её семьи. Они поженились 8 мая 1889 года в Бромптонской часовне. Вера Эллис в него, а также то, что у неё хватило смелости выйти замуж за «представителя низшего класса», очень поддержали Элгара в его карьере. Она спокойно управлялась с его перепадами настроения и была доброжелательным критиком. Она также взяла на себя управление его делами и стала его личным секретарем. Эллис изо всех сил старалась привлечь к нему внимание влиятельных персон, правда, без особого успеха. Ради карьеры мужа она отказалась от некоторых собственных устремлений. Впоследствии в своем дневнике она призналась: «Забота о гении — это уже сама по себе работа целой жизни для любой женщины». В качестве обручального подарка Элгар подарил ей короткое произведение для скрипки с фортепиано «Salut d’Amour».
Эллис, со своей стороны, подарила композитору на обручение стихотворение «Ветер на рассвете», которое она сочинила задолго до знакомства с композитором — в 1880 году. Элгар вскоре положил его на музыку.
С подачи Эллис Элгары переехали в Лондон, чтобы находиться ближе к центру музыкальной жизни Великобритании, и Элгар всерьёз занялся композицией. Тем не менее пребывание в столице успеха не прибавило, и они вынуждены были вернуться в городок Грейт Молверн, где Элгар мог зарабатывать на жизнь преподавательской деятельностью и дирижированием в местных музыкальных коллективах. Несмотря на разочарование от лондонского периода, возвращение в провинцию — поближе к природе и друзьям — хорошо сказалось на здоровье Элгара и послужило источником вдохновения.
В начале XX века Элгар плодотворно сотрудничал с певицей-контральто Кларой Батт, которая исполнила несколько его произведений.

## Увековечение памяти
Именем Элгара названы многие улицы в городах Англии: Например, есть одиннадцать Элгар-авеню, в том числе одна — в Мaлверне, графство Вустершир, а ещё одна вблизи дома, где жил Элгар, «Plas Gwyn» в Херефорде.
В честь композитора установлено несколько памятников. Один из них — в конце Вустерской Хай-стрит — стоит напротив собора, в нескольких метрах от того места, где некогда размещался магазинчик его отца. Ещё один памятник композитору находится в самом начале Чёрч-стрит в Малверне. В сентябре 2005 года вблизи Херефордского собора, в ознаменование многочисленных музыкальных и прочих связей Элгара с этим городом, был открыт памятник скульптора Джемы Пирсон.
В доме в Нижнем Бродхите, где родился композитор, ныне находится музей, посвященный его жизни и работе.
В период с 1999 по 2007 год на новых двадцатифунтовых банкнотах Банка Англии изображался портрет Элгара: позднее, на банкнотах новой серии, стали изображать портрет Адама Смита. Смена портретов стала причиной недовольства, в особенности потому, что 2007 год был годом 150-летия со дня рождения композитора.
Элгару посвящено несколько телефильмов. На телевидении роль Элгара исполняли Джордж МакГрат (в художественно-документальном фильме Кена Рассела «Элгар») и Грэм Лимен (в фильме «Болото Пенды»).
Портрет Элгара был размещен на английской банкноте в 20 фунтов выпуска 1999—2003 годов.

## Наследие
Наброски Элгара к его третьей симфонии были «развиты и дополнены» в 1990-х годах композитором Энтони Пэйном, впоследствии создавшим пригодную к исполнению версию «6-го Торжественного и церемониального марша», премьера которого состоялась на Би-Би-Си промс в августе 2006 года. В 2007 году «Элгаровское Общество» (англ. Elgar Society ) поручило Пэйну завершить оркестровку музыки к Сюите «Корона Индии», Op. 66.
Наброски Элгара к фортепианному концерту, датируемые 1913 годом, были развиты и дополнены композитором Робертом Уокером и впервые были исполнены в августе 1997 года пианистом Дэйвидом Оуэном Норрисом. Впоследствии это произведение было сильно переработано.
Музыка Элгара также напрямую связана с двумя значимыми ежегодными мероприятиями в календаре Великобритании: «1-й Торжественный и церемониальный марш» исполняется на заключительном концерте Би-Би-Си промс, а на церемонии в День памяти погибших в I-й и II-й мировых войнах у Лондонского Кенотафа, сводными оркестрами исполняется «Нимрод» из его «Вариаций „Энигма“».
Отрывок из «1-го Торжественного и церемониального марша» иногда используется в США на церемониях вручения дипломов в школах и университетах, и известен там под названием «Выпускной марш» (англ. "The Graduation Song").
Композиция Clubbed To Death из саундтрека к фильму Матрица является реминисценцией на 1 и 12 темы «Вариаций „Энигма“» Элгара. Эта же тема была использована греческой gothic metal группой On Thorns I Lay в композиции The Blue Dream (альбом «Orama», 1997 год).
Музыкант Venetian Snares использовал семпл из «Концерта для Виолончели, Op. 85» на треке Szamár Madár своего альбома Rossz Csillag Alatt Született.
По воспоминаниям Линды Томпсон поклонником Элгара был Ник Дрэйк.

## Произведения
Сочинения для оркестра
- Три симфонии
  - «Симфония № 1 Ля-бемоль мажор», Op. 55 (1907—1908 гг.)
  - «Симфония № 2 Ми-бемоль мажор», Op. 63 (1909—1911 гг.)
  - «Симфония № 3», Op. 88 (наброски, 1932—1934 гг., развиты и дополнены Энтони Пэйном в 1972—1997 гг.)
- «Севилланья» (англ. Sevillaña), Op. 7 (1884 г.)
- Фруассар, концертная увертюра, Op. 19 (1890 г.)
- Серенада, для струнных, Op. 20 (доработанная версия «Трёх пьес для струнного оркестра», 1888—1892 гг.)
  - 1. Allegro piacevole; 2. Larghetto; 3. Allegretto
- Sursum corda, для струнных, медных духовых и органа, Op. 11 (1894 г.)
- «Три баварских танца[англ.]», Op. 27 (1897 г.)
  - 1. «Танец (Sonnenbichl)»; 2. «Колыбельная (In Hammersbach)»; 3. «Меткие стрелки (Bei Murnau)»
- «Имперский Марш», Op. 32 (1897 г.)
- «Вариации на Оригинальную Тему (Энигма)», (иногда — "Вариации на собственную тему «Загадка»), Op. 36 (1899)
  - Тема, «(Enigma)» (andante); Вариации: 1. «C.A.E.» (andante); 2. «H.D.S.-P.» (allegro); 3. «R.B.T.» (allegretto); 4. «W.M.B.» (allegro di molto); 5. «R.P.A.» (moderato); 6. «Ysobel» (andantino); 7. «Troyte» (presto); 8. «W.N.» (allegretto); 9. «Nimrod» (adagio); 10. Intermezzo, «Dorabella» (allegretto); 11. «G.R.S.» (allegro di molto); 12. «B.G.N.» (andante); 13. Romanza, «***» (moderato); Finale, «E.D.U.» (allegro)
- «Chanson de Nuit» для небольшого оркестра, Op. 15 № 1 (1899 г.) (аранжировка «салонной» пьесы для скрипки с фортепиано)
- «Chanson de Matin» для небольшого оркестра, Op. 15 № 2 (1899 г.) (аранжировка «салонной» пьесы для скрипки с фортепиано)
- «Три Характерные Пьесы», Op. 10 (1899 г.)
  - 1. «Мазурка»; 2. «Sérénade Mauresque»; 3. «Контрасты: Гавоты 1700 и 1900 гг. н. э.»
- «Sérénade Lyrique» (1900 г.)
- «Шлараффенланд (В городе Лондоне)», Концертная увертюра, Op. 40 (1900—1901 гг.)
- «Торжественные и церемониальные марши», пять маршей, все Op. 39 (1901—1930 гг.)
  - Марш № 1 Ре мажор (1901 г.) (С известной мелодией Страна надежды и славы в составе трио)
  - Марш № 2 Ля минор (1901 г.)
  - Марш № 3 До минор (1904 г.)
  - Марш № 4 Соль мажор (1907 г.) (В 1940 году на музыку марша А. П. Герберт положил слова «Песни свободы[англ.]»)
  - Марш № 5 До мажор (1930 г.)
  - также Марш № 6 Соль минор (наброски, развитые и дополненные Энтони Пэйном в 2005—2006 гг.)
- Дети из снов[англ.] (Enfants d’un Rêve), пьесы для небольшого оркестра, Op. 43 (1902 г.)
  - 1. Andante; 2. Allegretto
- «На Юге (Алассио)», Концертная увертюра, Op.50 (1903—1904 гг.)
- «Интродукция и аллегро» для струнных (струнного квартета и оркестра), Op. 47 (1904—1905 гг.)
- «Юный дирижер», Сюита № 1, Op. 1a (1867—1871 гг., ред. 1907 г.)
  - 1. «Увертюра»; 2. «Серенада»; 3. «Менуэт»; 4. «Солнечный танец»; 5. «Сказочные дудочники»; 6. «Сцена сна»; 7. «Феи и гиганты»
- «Юный дирижер», Сюита № 2, Op. 1b (1867—1871 гг., ред. 1908 г.)
  - 1. «Марш»; 2. «Колокольчики»; 3. «Мотыльки и бабочки»; 4. «Танец у фонтана»; 5. «Ручной медведь». 6. «Лесные медведи»
- «Элегия», для струнного оркестра, Op. 58 (1909 г.)
- "Марш «Коронация», Op. 65 (1911 г.)
- «Корона Индии[англ.]», сюита для оркестра, Op. 66 (1911—1912 гг.)
- «Carissima» для оркестра (1913 г.)
- «Фальстаф», симфонический этюд, Op. 68 (1913 г.)
- «Sospiri» для струнного оркестра, арфы и органа (или фисгармонии), Op. 70 (1914 г.)
- «Полония», симфоническая прелюдия, Op. 76 (1915 г.)
- "Марш «Империя» для оркестра (1924 г.)
- Сюита из «Артура» для камерного оркестра (из музыки к трагедии Лоренса Биньена[англ.] «Артур», 1924 г.)
- «Гражданская фанфара» для оркестра без скрипок (1927 г.)
- «Майская песня» для небольшого оркестра (оркестровка работы, первоначально написанной для фортепиано) (1928 г.)
- Менуэт из «Щеголя Браммелла» (1928—1929 гг.)
- «В детской» для оркестра (1931 г.) «Посвящена с Их Высочайшего Позволения Королевским Высочествам герцогине Йоркской и принцессам Елизавете и Маргарет Роз»
  - 1. «Утренняя серенада (Пробуждение)»; 2. «Серьёзная кукла»; 3. «Занятия»; 4. «Грустная кукла»; 5. «Коляска (Фокусы)»; 6. «Веселая кукла»; 7. «Сон — Заключение (кода)»
- "Сюита «Северн», для оркестра, Op. 87 (1932 г.) (первоначально написана в 1930 г. для медного духового оркестра)
  - 1. «Интродукция (Вустерский замок)»; 2. «Токката (Турнир)»; 3, «Фуга (Собор)»; 4. «Менуэт (Комтурство)»; 5. «Кода»
- «Мина» для небольшого оркестра (1933 г.)

Концерты
- «Скрипичный концерт Си минор», Op. 61 (1909—1910 гг.)
- «Романс» для фагота с оркестром, Op. 62 (1909 г.)
- «Концерт для виолончели Ми минор», Op. 85 (1918—1919 гг.)
- «Фортепианный концерт», Op. 90 (наброски, 1909—1925 гг., развитые и дополненные Робертом Уокером)

Сочинения для театра
- «Диармайд и Грайне[англ.]», музыка к пьесе Джорджа Мура и У. Б. Йейтса, для солиста-контральто и оркестра, Op. 42 (1901 г.)
  - 1. «Музыка и похоронный марш»; 2. песня, «Семеро тянули нить[англ.]»
- «Корона Индии», императорский маскарад для контральто, баса, хора и оркестра, Op. 66 (1911-12гг.)
- «Une voix dans le désert», декламация для солиста-сопрано с оркестром, Op. 77 (1915 г.)
  - с песней «Quand nos bourgeons se rouvriront» («Когда возвращается весна»)
- «Звёздный экспресс», для баритона, солистов-сопрано и оркестра — музыка к пьесе Вайолет Пирн (англ. Violet Pearn) по мотивам рассказа «Пленник страны фей» Алджернона Блэквуда, Op. 78 (1915—1916 гг.)
- «Багровый веер[англ.]», балет (о веере, созданном Чарльзом Кондером), Op. 81 (1917 г.)
- «Артур», музыка к пьесе Лоренса Биньена[англ.], для оркестра (1923 г.)
- «Щеголь Браммелл», драматическая музыка к пьесе Бертрама П. Меттьюза (англ. Bertram P. Matthews), для оркестра (1928 г.)

Кантаты и оратории
- «Чёрный рыцарь», Симфония/Кантата для хора с оркестром, Op. 25 (1889—1892 гг.)
- «Свет жизни (Light of life)», оратория для сопрано, альта, тенора, баса с хором и оркестром, Op. 29 (1896 г.)
- «Сцены из Саги о Короле Олафе», кантата для сопрано, тенора и баса, хора и оркестра, Op. 30 (1896 г.)
- «Знамя Святого Георга», баллада для хора с оркестром, Op. 33 (1897 г.)
- «Каратак», кантата для сопрано, тенора, баритона и баса с хором и оркестром, Op. 35 (1897—1898 гг.)
- «Морские этюды» (англ. Sea Pictures), цикл песен для контральто или меццо-сопрано с оркестром, Op.37 (1897—1899 гг.)
  - 1. «Морская колыбельная[англ.]»; 2. «В гавани (Капри)»; 3. «Утро дня отдохновения на море[англ.]»; 4. «Где растут кораллы[англ.]»; 5. «Пловец»
- Сон Геронтия[англ.], оратория для меццо-сопрано, тенора, и баса, а также хора с оркестром, Op. 38 (1899—1900 гг.)
- «Коронационная ода[англ.]» для сопрано, контральто, тенора и баса, а также хора с оркестром, Op. 44 (1902 г.)
  - I — «Коронуйте короля», для солистов с хором
  - II — (a) «Королева», для хора; (b) «Дочь Древних Королей», для хора
  - III — «Британия, проси о себе», для солиста-баса и мужского хора
  - IV — (a) «Внемли святому небу», для солистов сопрано и тенора; (b) «Только сердце чистым оставь», для солистов сопрано, контральто, тенора и баса
  - V — «Мир и покой», для солистов сопрано, контральто, тенора и баса с хором без аккомпанемента
  - VI — Финал «Страна надежды и славы», для солиста-контральто с хором
- «Апостолы», оратория для сопрано, контральто, тенора и трёх басов, а также хора с оркестром, Op. 49 (1902—1903 гг.)
- «Царство Божье», оратория для сопрано, контральто, тенора и баса, а также хора с оркестром, Op. 51 (1901—1906 гг.)
- «О, внемли!», приношение для хора с оркестром «(Intende vocis orationis meae)», Op. 64 (1911 г.). Для Коронации Короля Георга V
- «Сочинители музыки», ода для солиста контральто или меццо-сопрано и хора с оркестром, Op. 69 (1912 г.)
- «Карильон», декламация с оркестром, Op. 75 (1914 г.)
- «Дух Англии», для сопрано и контральто либо тенора и хора с оркестром, Op. 80 (1915—1917 гг.)
  - 1. «Четвертое августа» (1917 г.)
  - 2. «Женщинам» (1915 г.)
  - 3. «Павшим» (1915 г.)
- «Le drapeau belge» (Бельгийский флаг), декламация с оркестром, Op. 79 (1917 г.)
- «Курительная кантата», для солиста-баритона с оркестром. Написанное в 1919 году, это сочинение, вероятно, не предназначалось для исполнения и получило абсурдный номер опуса 1001. Его продолжительность меньше минуты.
- «Ода Памяти Королевы Александры» (Так много настоящих Принцесс, что ушли), для хора (сопрано, альт, тенор, бас) с оркестром (1932 г.)

Камерная музыка
- Струнный квартет, Op.83 (1918)
- Фортепианный квинтет, Op.84 (1918—1919)

Инструментальная музыка
- «Романс», для скрипки с фортепиано, Op. 1 (1878 г.). Посвящён Освину Грейнджеру
- "Idylle («Esquisse Facile»), для скрипки с фортепиано, Op. 4 № 1 (1883 г.). Посвящена E. E., г. Инвернесс
- «Pastourelle», для скрипки с фортепиано, Op. 4 № 2 (1883 г.). Посвящена Мисс Хилде Фиттон, г. Молверн
- «Virelai», для скрипки с фортепиано, Op. 4 № 3 (1883 г.). Посвящено Френку Уэббу
- «Гавот», для скрипки с фортепиано (1885 г.). Посвящён доктору. К. У. Бакку
- «Allegretto на G.E.D.G.E.», для скрипки с фортепиано (1888 г.). Посвящено Юным госпожам Гедж, г. Молверн
- «Salut d’Amour» («Liebesgruss»), для скрипки с фортепиано, Op.12 (1888). Посвящён «à Carice»
- «Mot d’Amour», для скрипки с фортепиано, Op. 13 №. 1 (1889 г.)
- «Bizarrerie», для скрипки с фортепиано, Op. 13 № 2 (1890 г.)
- «La Capricieuse», для скрипки с фортепиано, Op. 17 (1891 г.). Посвящена Фреду Уорду
- «Очень Мелодичные Экзерсисы в Первой Позиции», для скрипки с фортепиано, Op. 22 (1892 г.). Посвящены Мэй Грэфтон, племяннице Элгара.
- «Etudes Caractéristiques», для скрипки, Op. 24 (1892 г.)
- «Offertoire» («Andante Religioso»), для скрипки с фортепиано (1903 г.). Посвящён Сергее Дервалю, Антверпен
- Скрипичная соната Ми минор, Op. 82 (1918 г.) Посвящена Мари Джошуа
- «Монолог» для гобоя (1930 г.)